# Hermann Elias
Alfred Albert Hermann Elias (* 2. Oktober 1876 in Cottbus; † 10. November 1955) war ein deutscher Meteorologe und Aeronaut.

## Leben
Elias war Sohn eines Cottbuser Kaufmanns. Er besuchte das Realgymnasium in Frankfurt an der Oder und studierte anschließend an der Königlich Technischen Hochschule Charlottenburg und der Friedrich-Wilhelms-Universität Berlin.

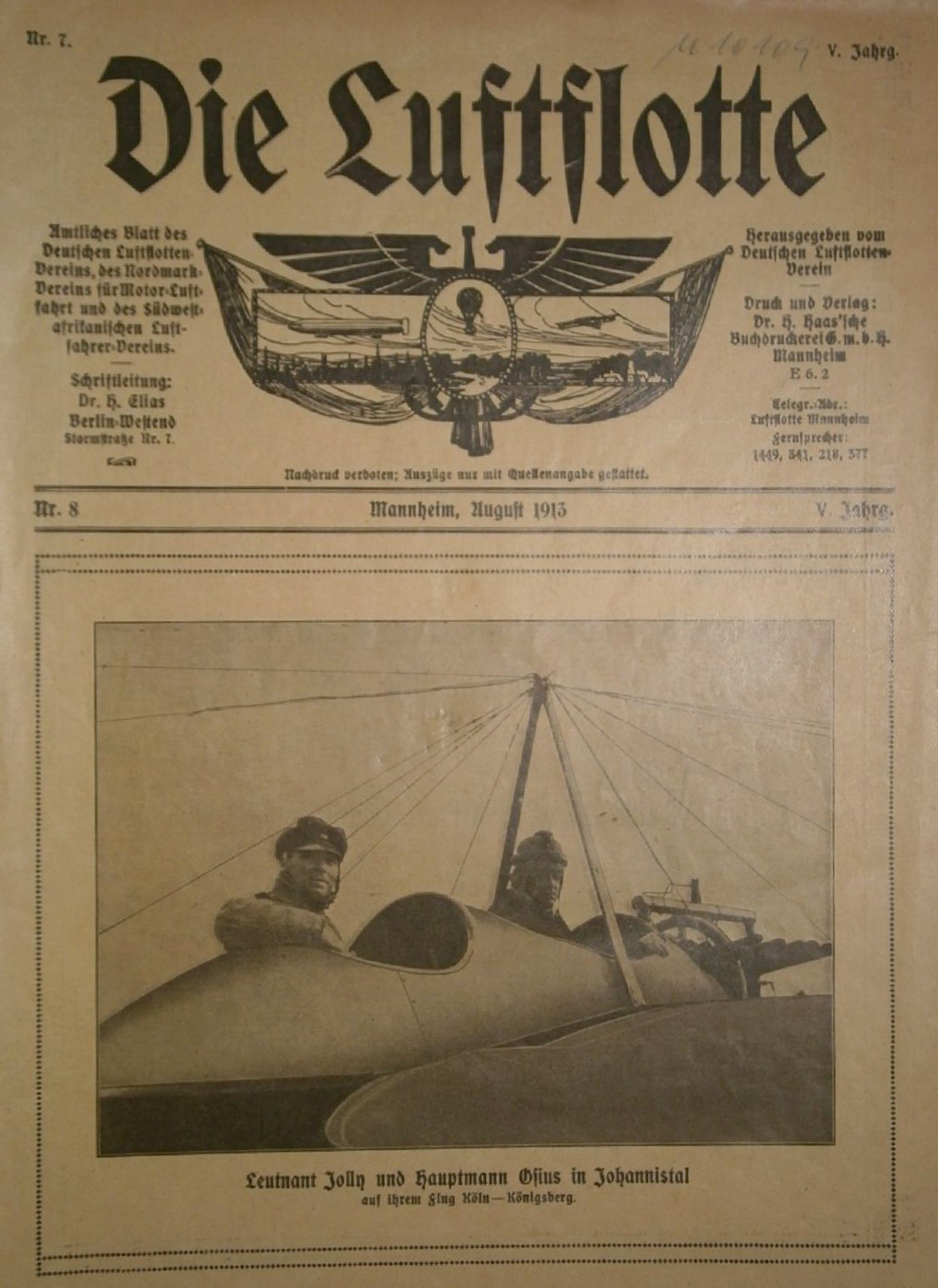
Titelblatt der im August 1913 von Hermann Elias mit Sitz in der Stormstraße 7 in Berlin-Westend redigierten Zeitschrift Die Luftflotte;
abgebildet: August Joly und Ludwig Osius in einem offenen Flugzeit am Flugplatz Johannisthal

Von 1899 bis 1905 arbeitete er bei Richard Aßmann am Aeronautischen Observatorium Berlin-Tegel, anschließend beim Kaiserlichen Patentamt in Berlin. Bereits 1903 hatte er seine Dissertation zur Meteorologie fertiggestellt. Elias betätigte sich aktiv im Berliner Verein für Luftschifffahrt. Er gehörte dem 1907 vom Verein eingesetzten flugtechnischen Ausschuss an und redigierte von 1907 bis 1911 die Vereinszeitschrift Deutsche Zeitschrift für Luftschiffahrt. Illustrierte Aeronautische Mitteilungen. 1919 übernahm er den Vorsitz des Vereins.
Elias’ sportliches Interesse galt zunächst dem Rudern. Dreimal gewann er bei der Regatta in Grünau den akademischen Kaiserpreis. Daneben war er ein leidenschaftlicher Ballonfahrer. Gemeinsam mit Arthur Berson stellte er im November 1901 einen deutschen Langstreckenrekord auf. Diesen konnten sie am 9. und 10. Januar 1902 noch überbieten, als ihr Ballon sie über 1470 km von Berlin nach Pyrjatyn in der östlichen Ukraine trug. Die Fahrtdauer von 30 Stunden stellte außerdem einen neuen deutschen Dauerrekord dar. Bei einer wissenschaftlichen Freiballonfahrt am 3. Juli 1902 erreichte Elias eine Höhe von 7830 Metern. 1902 unternahm er mit Berson eine Schiffsreise nach Spitzbergen, während der sie als Erste Wetterdrachen in der Arktis einsetzten. Finanziert vom Berliner Lokal-Anzeiger fuhr er im Sommer 1907 mit dem Journalisten und Polarforscher Theodor Lerner erneut nach Spitzbergen, um den Amerikaner Walter Wellman bei dessen Versuch, den Nordpol mit dem Luftschiff America zu erreichen, in meteorologischen Fragen zu beraten. In Wellmans Camp auf Danskøya ließ er wiederum Wetterdrachen und -ballons aufsteigen. 1908 nahm er an der von Berson geleiteten aerologischen Expedition des Aeronautischen Observatoriums Lindenberg nach Ostafrika teil.
1913 begleitete Elias als Navigator den Piloten Alfred Friedrich auf dem Flug von Berlin-Johannisthal nach Paris. Ihre Etrich-Taube mit einem 100-PS-Sechszylinder-Mercedes-Motor benötigte eine reine Flugzeit von zwölf Stunden. Allerdings mussten mehrere Zwischenstopps eingelegt werden, um nachzutanken oder sich nach dem Weg zu erkundigen. Elias navigierte mit Kompass und einer Eisenbahnkarte im Maßstab 1:100.000. 1914 flog er mit Friedrich von Berlin nach Konstantinopel.
Im Ersten Weltkrieg war er Fliegeroffizier, wurde 1915 zum Hauptmann befördert und war ab Dezember 1916 Abteilungsführer der Feldfliegerabteilung 17 an der Westfront. Er wurde mit dem Eisernen Kreuz erster und zweiter Klasse und dem österreichischen Verdienstkreuz mit der Kriegsdekoration ausgezeichnet.
Seit 1905 war er mit Josefine Radetzki verheiratet. Sie lebten in Berlin.

## Werke
- Entstehung und Auflösung des Nebels. 1902
- Der Gang der meteorologischen Elemente im Nebel. Inaugural-Dissertation, Friedrich-Wilhelms-Universität Berlin, A.W. Schade, Berlin 1903
- Bericht über Drachen-Aufstiege auf der Ostsee, den Norwegischen Gewässern und dem Nördlichen Eismeere, ausgeführt bei Gelegenheit einer Urlaubsreise nach Spitzbergen an Bord des Vergnügungsdampfers „Oihonna“ von Arthur Berson und Hermann Elias, 1904
- Die Expedition Wellman 1907. In: Illustrierte Aeronautische Mitteilungen, Deutsche Zeitschrift für Luftschiffahrt. 1907, S. 422–439
- Die Erreichung des Nordpols im Luftschiff. In: Bröckelmann (Hrsg.): Wir Luftschiffer. Ullstein, Berlin / Wien 1909